# Doppelbindestrich
Der Doppelbindestrich oder doppelte Bindestrich ist ein Schriftzeichen, das aus zwei identischen parallel dicht übereinanderliegenden horizontalen oder leicht aufwärts geschrägten Strichen besteht, die dem Viertelgeviertstrich gleichen und damit kürzer sind als das Gleichheitszeichen. Das Schriftzeichen ist in Unicode spezifiziert, aber eher selten in Schriftarten verfügbar.

## Als typografische Variante des Bindestrichs

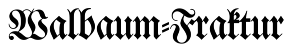
Darstellung des Bindestrichs als Doppelbindestrich in Fraktur

Erscheinungsbild des Bindestriches in einigen Frakturschriften

In den meisten gebrochenen Schriften wird der Bindestrich in Gestalt eines schrägen Doppelbindestrichs dargestellt. Damit ist diese Form jedoch kein eigenständiges Zeichen, sondern eine Schreibvariante bzw. spezielle Glyphe des Bindestrichs und ist auch als solcher zu codieren. Damit ist auch sichergestellt, dass bei einem Wechsel der Schriftart ohne weitere Maßnahmen der Bindestrich immer schriftartgerecht dargestellt wird.
Vereinzelt findet sich auch in Antiquaschriften der Bindestrich in der Form des Doppelbindestrichs (siehe das unten gezeigte Bild eines Poststempelabdrucks von 1960 als Beispiel), horizontal oder zur Unterscheidung vom Gleichheitszeichen auch leicht nach oben geschrägt oder leicht gewellt (d. h. dem Rundungszeichen (≈) angeglichen).

## Als eigenständiges Schriftzeichen

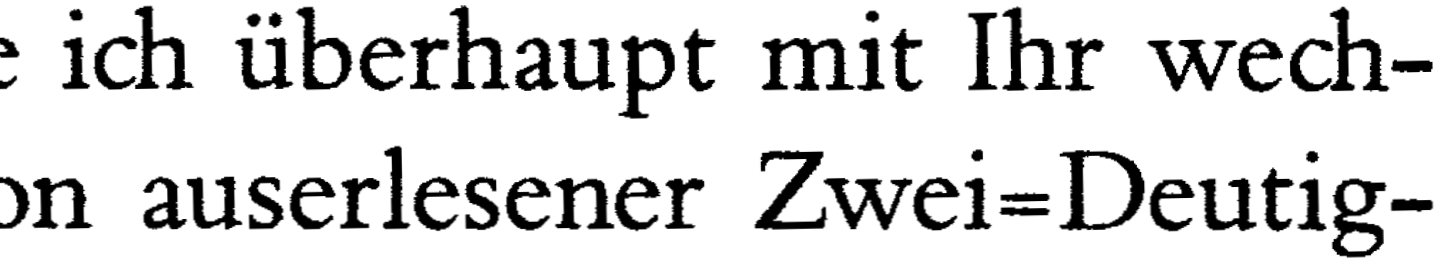
Doppelbindestrich in einem Text von Arno Schmidt neben einfachem Bindestrich zur Worttrennung

Für Texte, in denen Doppelbindestriche anders als Einfachbindestriche verwendet werden, wurde 2013 das Zeichen U+2E40 ⹀ double hyphen in Unicode aufgenommen. Solche Verwendungen sind beispielsweise:
- In Umschriften älterer deutscher Texte, in denen die Original-Bindestrichsetzung ersichtlich bleiben soll (speziell wenn die seinerzeitigen Regeln für die Bindestrichsetzung von den heutigen abweichen), wird der Original-Bindestrich mit dem Doppelbindestrich umgeschrieben. Die Umschrift kann dann gemäß heutigen Regeln umbrochen werden, da die erst dabei entstandenen Bindestriche als Einfachbindestriche von denen des Originals unterschieden werden können.
- Es ist möglich, bei Wörtern, die üblicherweise mit Bindestrich geschrieben werden, diesen durch einen Doppelbindestrich zu ersetzen, sobald das Wort am Zeilenende an der Stelle des Bindestrichs getrennt werden soll. So verfahren beispielsweise die englischen Merriam-Webster-Wörterbücher. Im Deutschen findet sich diese Vorgehensweise beispielsweise auf Bahnhofsschildern, siehe das unten abgebildete Beispiel „Berlin-Friedrichshagen“.
- Bei Zuglaufschildern wird der Doppelbindestrich innerhalb von Städtenamen verwendet, um Verwechslungen mit dem Streckenstrich zu vermeiden (Beispiel: IC 593 Baden-Kurier Freiburg – Baden⸗Baden – Karlsruhe – Stuttgart – Ulm – Augsburg – München).[5]
- Der Schriftsteller Arno Schmidt verwendet den Doppelbindestrich in seinen Werken in Komposita, um die einzelnen Wortbestandteile deutlich gegeneinander hervorzuheben.
- In der lateinschriftlichen Orthografie (Fiero-Orthografie) des Ojibwe wird der einfache Bindestrich zur Abgrenzung von Verb-Präfixen verwendet, und zur Unterscheidung davon der Doppelbindestrich bei Worttrennung am Zeilenende.

## Schräge Variante als eigenständiges Schriftzeichen

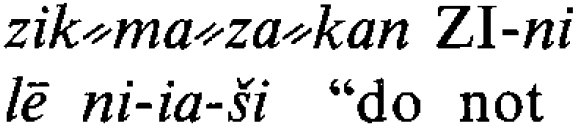
Schräger Doppelbindestrich in einem Wörterbuch des Hethitischen

Der schräge Doppelbindestrich (Unicode: U+2E17 ⸗ double oblique hyphen) wurde 2005 zusammen mit den bis dahin fehlenden Zeichen der koptischen Schrift in Unicode als eigenständiges Schriftzeichen aufgenommen, aufgrund seiner Verwendung in didaktischen Materialien zur koptischen Sprache. Diese Form wird auch in anderen linguistischen Materialien als vom Bindestrich deutlich unterschiedenes Zeichen verwendet. Der Unicode-Standard listet dieses Zeichen als Ancient Near-Eastern linguistic symbol („Altnahöstliches linguistisches Symbol“) und vermerkt ausdrücklich, dass es nicht für den Einsatz als Bindestrich in Frakturtexten gedacht ist.

## Doppelbindestriche in nichtlateinischen Schriftsystemen
Im Japanischen wird ein spezieller Doppelbindestrich (Unicode U+30A0 ゠ katakana-hiragana double hyphen) verwendet, um in der Katakana-Schreibweise westlicher aus mehreren Einzelwörtern bestehender Begriffe und Namen deren Einzelbestandteile zu verdeutlichen (Beispiel: Russell-Einstein-Manifest: ラッセル゠アインシュタイン宣言). Das Zeichen ist vom einfachen Strich chōon (U+30FC ー katakana-hiragana prolonged sound mark) klar zu unterscheiden. Häufiger wird jedoch der Mittelpunkt (U+30FB ・ katakana middle dot) verwendet. Wenn in ausländischen Namen sowohl Leerzeichen als auch Bindestriche vorkommen, können in der Umschrift auch sowohl Mittelpunkt als auch Doppelbindestrich vorkommen (Beispiel: Catherine Zeta-Jones: キャサリン・ゼタ゠ジョーンズ). Da der Doppelbindestrich in älteren Codierungsstandards wie Shift-JIS nicht vorkommt, findet man auch das Gleichheitszeichen an seiner Stelle.
In der Orthografie von Sprachen, die die Kanadische Silbenschrift verwenden (beispielsweise Cree und Ojibwe), wird ein speziell für diese Schrift codierter Doppelbindestrich verwendet (Unicode: U+1400 ᐀ canadian syllabics hyphen). Dieser unterscheidet sich von dem Schriftzeichen U+1428 ᐨ canadian syllabics final short horizontal stroke, das einen Konsonanten am Wortende bezeichnet und ansonsten mit einem einfachen Bindestrich verwechselt werden könnte.

## Ähnliche Zeichen
Die Orthografie des Budu, einer in der Provinz Haut-Uele der Demokratischen Republik Kongo gesprochenen Bantusprache, verwendet neben anderen Sonderbuchstaben ein dem geraden Doppelbindestrich ähnliches „verkürztes Gleichheitszeichen“ als Tonzeichen (U+A78A ꞊ modifier letter short equals sign im Block Lateinisch, erweitert-D).

## Beispiele

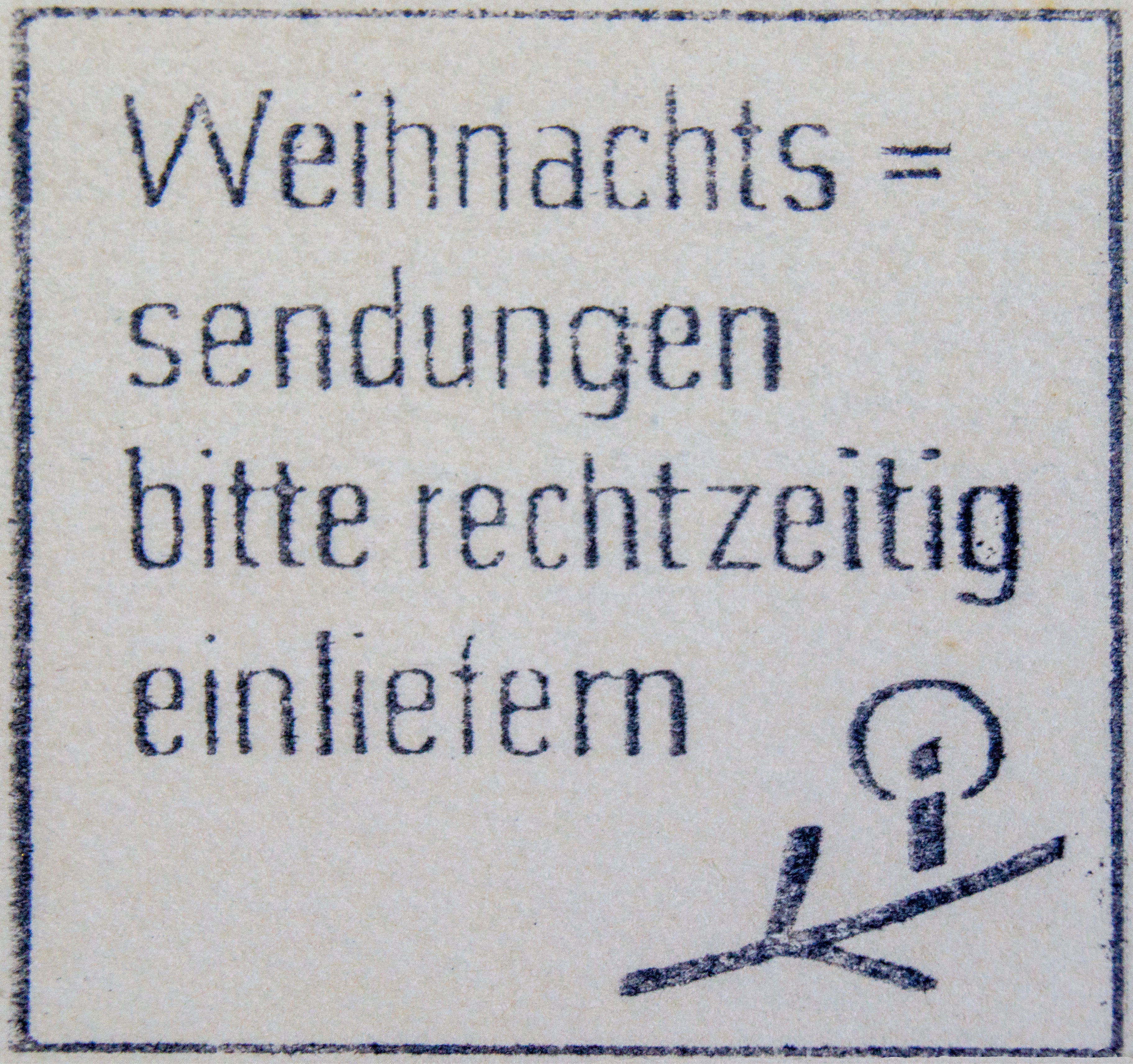
Sonderstempelabdruck der Deutschen Bundespost 1960: Doppelbindestrich als Schriftvariante des Bindestrichs
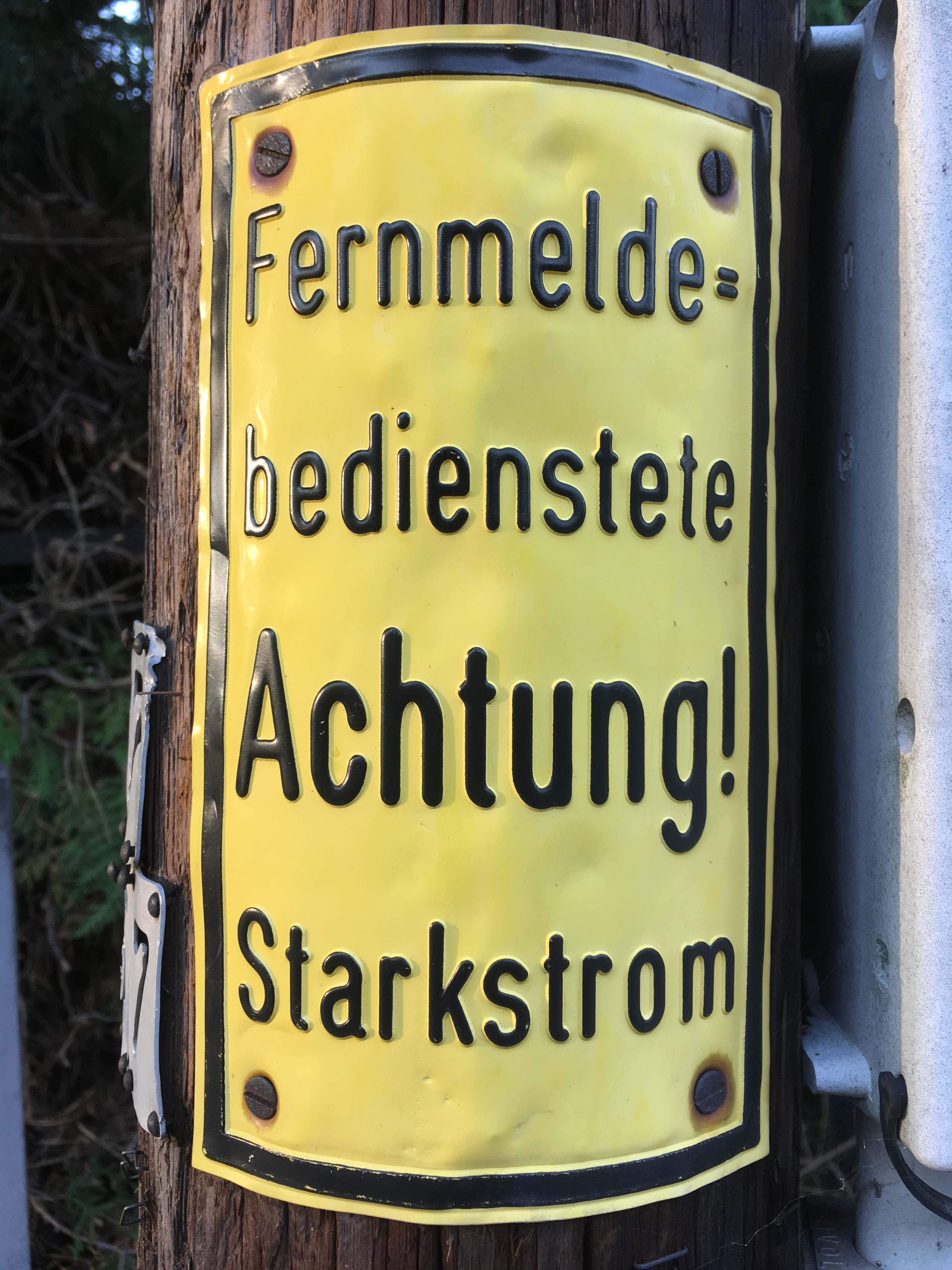
Hinweisschild: Doppelbindestrich als Schriftvariante des Bindestrichs
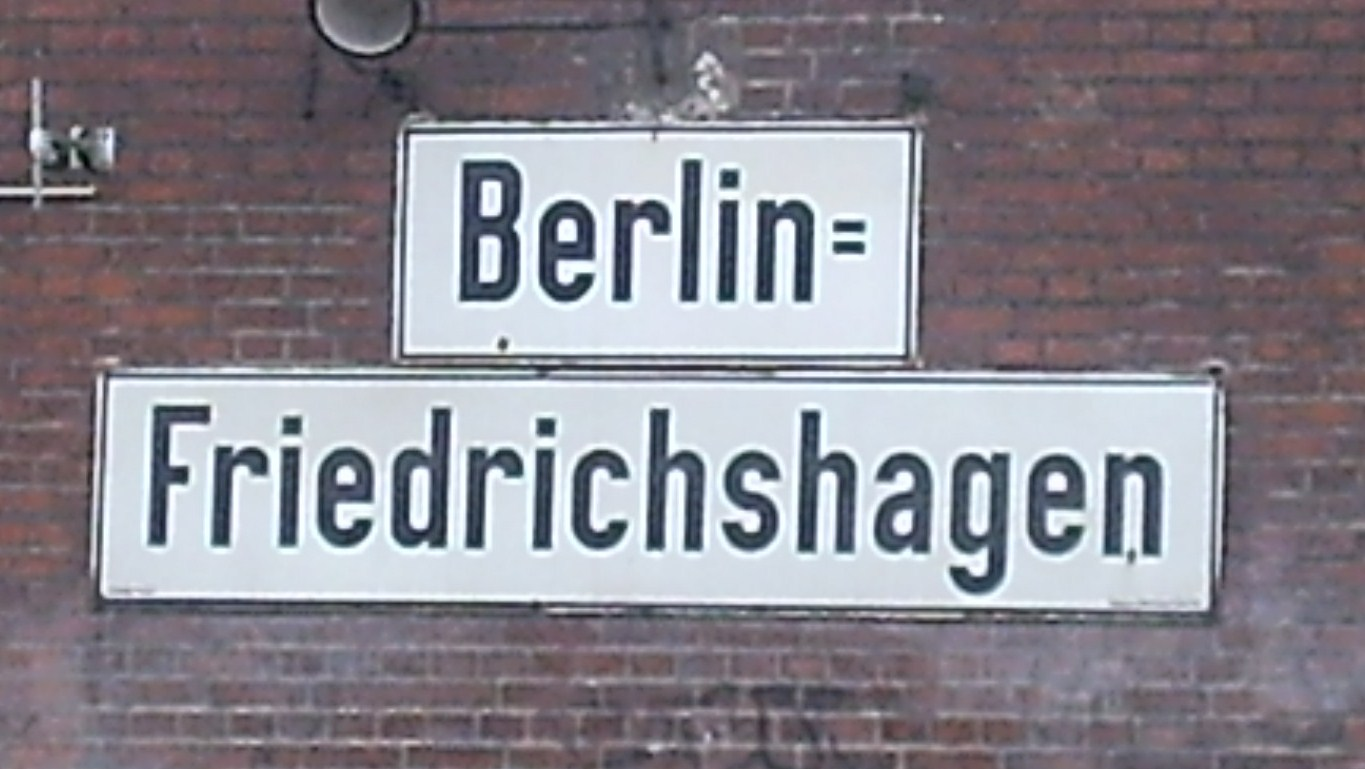
Durch Zeilenumbruch aus Einfachbindestrich abgeleiteter Doppelbindestrich; der Bahnhofsname und gleichnamige Ortsteil schreibt sich „Berlin‑Friedrichshagen“
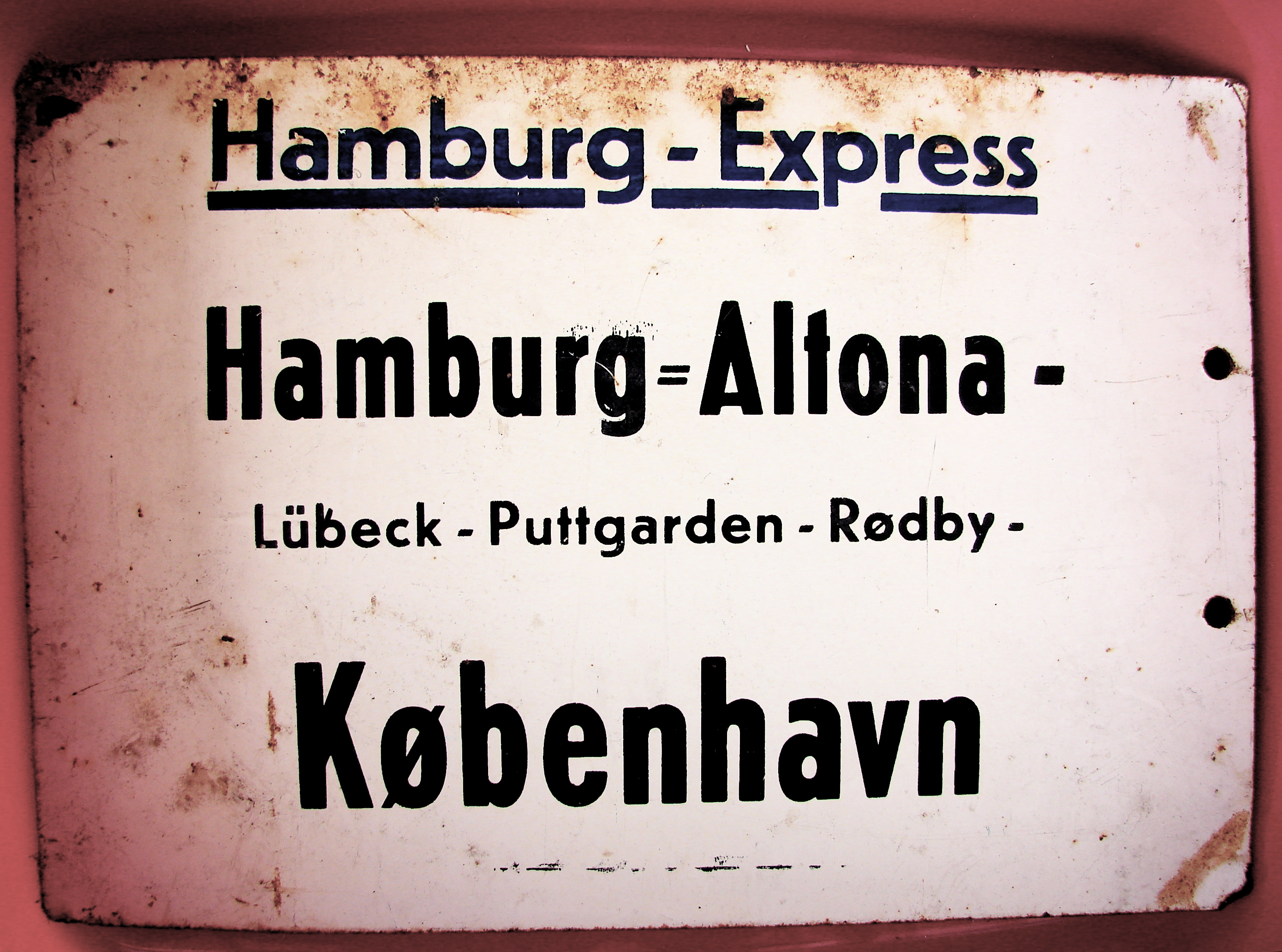
Zuglaufschild mit Doppelbindestrich im Bahnhofsnamen Hamburg-Altona

## Darstellung in Computersystemen
| Zeichen (200 %) | Unicode-Position | Unicode-Name                      | Bezeichnung, Bemerkung                                                                                 | Unicode-Block                                          |
| --------------- | ---------------- | --------------------------------- | --- | ------------------------------------------------------ |
| -               | U+002D           | hyphen-minus                      | Bindestrich-Minus (erscheint in Fraktur als Doppelbindestrich; oft, aber nicht immer, schräg gestellt) | Basis-Lateinisch                                       |
| ᐀               | U+1400           | canadian syllabics hyphen         | Bindestrich der kanadischen Silbenschrift                                                              | Vereinheitlichte Silbenzeichen kanadischer Ureinwohner |
| ⸗               | U+2E17           | double oblique hyphen             | Schräger Doppelbindestrich                                                                             | Zusätzliche Interpunktion                              |
| ⹀               | U+2E40           | double hyphen                     | Doppelbindestrich                                                                                      | Zusätzliche Interpunktion                              |
| ゠              | U+30A0           | katakana-hiragana double hyphen   | Katakana/Hiragana-Doppelbindestrich                                                                    | CJK-Symbole und -Interpunktion                         |
| ꞊               | U+A78A           | modifier letter short equals sign | Kurzes Gleichheitszeichen als Buchstabe                                                                | Lateinisch, erweitert-D                                |